# New York Red Bulls II
Die New York Red Bulls II sind ein Franchise der Profifußball-Liga MLS Next Pro aus Harrison, New Jersey. Das Franchise befindet sich im Eigentum des österreichischen Energydrinkherstellers Red Bull und fungiert als Farmteam der New York Red Bulls aus der Major League Soccer.

## Geschichte
Am 21. Januar 2015 erhielt der österreichische Energydrinkhersteller Red Bull den Zuschlag für ein Franchise der United Soccer League, das als Farmteam der New York Red Bulls aus der Major League Soccer fungieren soll. Am 9. Februar 2015 wurde der Name New York Red Bulls II veröffentlicht. Das Franchise nahm seinen Pflichtspielbetrieb mit dem Beginn der Saison 2015 im März auf. Erster Cheftrainer der Franchise-Geschichte wurde John Wolyniec. In der Saison 2016 wurde das Franchise erstmals Meister damals noch drittklassig eingestuften United Soccer League. Seit der Saison 2017 ist die Liga hinter der Major League Soccer als zweitklassig eingestuft.
Zur Saison 2023 wechselt das Franchise in die MLS Next Pro.

## Stadion

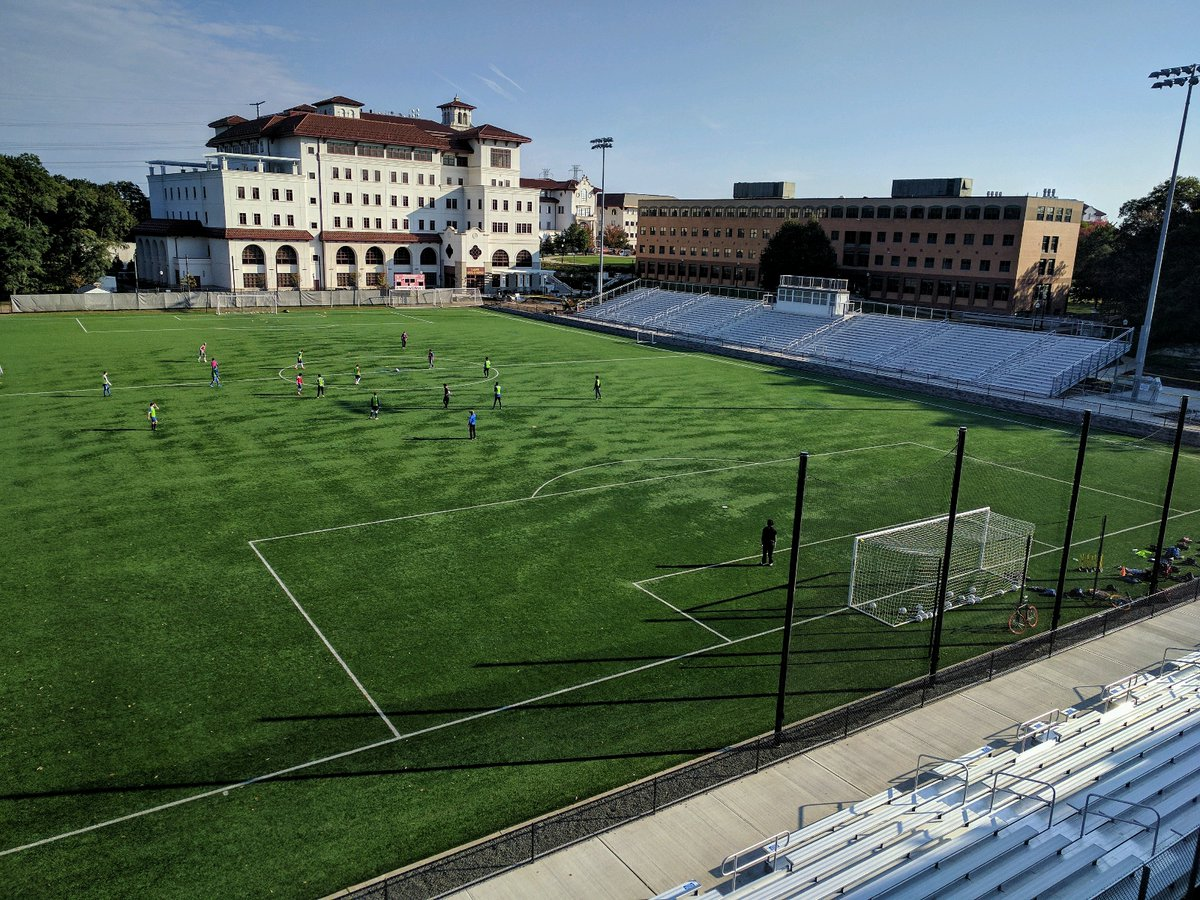
Der MSU Soccer Park at Pittser Field in Montclair, New Jersey (2016)

Nachdem das Franchise in den Spielzeiten 2015 und 2016 seine Heimspiele in der Red Bull Arena in Harrison, New Jersey austrug, wurde zur Saison 2017 eine Partnerschaft mit der Montclair State University (MSU) vereinbart. Seither trägt die Mannschaft ihre Heimspiele im MSU Soccer Park at Pittser Field in Montclair, New Jersey aus, der 5.000 Zuschauern Platz bietet.

## Trainerhistorie
- Seit 2015:  John Wolyniec

## Saisonbilanzen
| Saison | Liga (Stufe)               | Regular Season | Play-offs                | Lamar Hunt U.S. Open Cup |
| ------ | -------------------------- | -------------- | ------------------------ | ------------------------ |
| 2015   | United Soccer League (III) | 4. Platz (Ost) | Conference Halbfinale    | 2. Runde                 |
| 2016   | United Soccer League (III) | 1. Platz (Ost) | USL Cup Sieger           | keine Teilnahme          |
| 2017   | United Soccer League (II)  | 7. Platz (Ost) | Conference-Finale        | keine Teilnahme          |
| 2018   | United Soccer League (II)  | 5. Platz (Ost) | Conference-Finale        | keine Teilnahme          |
| 2019   | USL Championship (II)      | 6. Platz (Ost) | Conference Viertelfinale | keine Teilnahme          |